# Riders to the Sea
Riders to the Sea è una breve opera in un atto di Ralph Vaughan Williams, basata sull'omonima commedia di John Millington Synge. Il compositore completò la partitura nel 1927, ma non fu rappresentata in anteprima fino al 1º dicembre 1937, al Royal College of Music di Londra. L'opera rimase in gran parte nell'ambito di studenti e dilettanti fino a quando non entrò nel repertorio del Teatro Sadler's Wells nel 1953.

## Storia
Vaughan Williams lasciò intatto il testo di Synge, con solo un piccolo numero di modifiche. Sebbene la partitura vocale fosse stata stampata già dal 1936, quella orchestrale completa non fu pubblicata fino al 1973. Il compositore Edmund Rubbra ha definito quest'opera meno un'opera che un "dramma parlato elevato in potere emotivo ed espressività all'ennesima potenza". Hugh Ottaway e Michael Kennedy hanno commentato i collegamenti musicali tra l'opera e la successiva Sinfonia n. 6 di Vaughan Williams. Caireann Shannon ha notato che Vaughan Williams ha deliberatamente evitato l'uso del canto popolare nella musica e si è invece basato sui ritmi inerenti al testo di Synge per la composizione.

## Ruoli
| Ruolo    | Registro vocale | Cast della prima, 1º dicembre 1937 (Direttore: Malcolm Sargent) |
| -------- | --------------- | --------------------------------------------------------------- |
| Bartley  | baritono        | Alan Coed                                                       |
| Cathleen | soprano         | Janet Smith-Miller                                              |
| Maurya   | contralto       | Olive Hall                                                      |
| Nora     | soprano         | Marjorie Steventon                                              |
| La donna | mezzosoprano    | Grace Wilkinson                                                 |

## Trama
Prima dell'inizio dell'opera: Maurya, un'anziana irlandese, ha perso il marito, il suocero e quattro dei suoi sei figli in mare.
Le figlie di Maurya, Nora e Cathleen, ricevono la notizia che un corpo che potrebbe essere il loro fratello Michael, il quinto figlio di Maurya, è stato portato a riva dalle onde a Donegal, molto più a nord. Il sesto e ultimo figlio, Bartley, ha in programma di andare alla fiera di Galway per vendere cavalli. Maurya ha paura dei venti marini e supplica Bartley di rimanere, ma Bartley insiste per andare e cavalcherà "sulla cavalla rossa con il pony grigio dietro di lui". Maurya prevede che al calar della notte non avrà figli viventi e le sue figlie la rimproverano per aver mandato via Bartley con una cattiva parola. Maurya insegue Bartley per benedire il suo viaggio. Nora e Cathleen ricevono abiti provenienti dal cadavere dell'annegato che lo conferma come Michael. Maurya torna a casa, sostenendo di aver visto il fantasma di Michael cavalcare dietro Bartley e inizia a lamentarsi della perdita in mare degli uomini della sua famiglia. Nora vede poi gli abitanti del villaggio trasportare un carico, che risulta essere il cadavere di Bartley, che è caduto da cavallo in mare ed è annegato. Maurya si lamenta: "Ormai sono andati tutti e non c'è più niente che il mare possa farmi."

## Incisioni
- EMI Classics CDM7647302 (Ristampa su CD della prima registrazione): Norma Burrowes, Margaret Price, Helen Watts, Benjamin Luxon, Pauline Stevens; Ambrosian Singers; Orchestra Nova; Meredith Davies, direttore
- Chandos CHAN 9392: Linda Finnie, Ingrid Attrot, Lynne Dawson, Karl Morgan Daymond, Pamela Helen Stephen; Sinfonia Chorus; Northern Sinfonia; Richard Hickox, direttore
- Kultur D4390 (Ristampa su DVD della registrazione VHS Kultur del 1988 D20475): Sarah Walker, Yvonne Brennan, Kathleen Tynan, Hugh Mackey, [Mary Sheridan de Bruin, Martin Murphy; Radio Telefís Éireann Chamber Choir e Concert Orchestra; Bryden Thomson, direttore